# Девід Ґарретт
Девід Ґа́рет (англ. David Garrett), ім'я при народженні Давид Бо́нґарц (нім. David Bongartz, 4 вересня 1980, Ахен) — німецький скрипаль.

## Життєпис

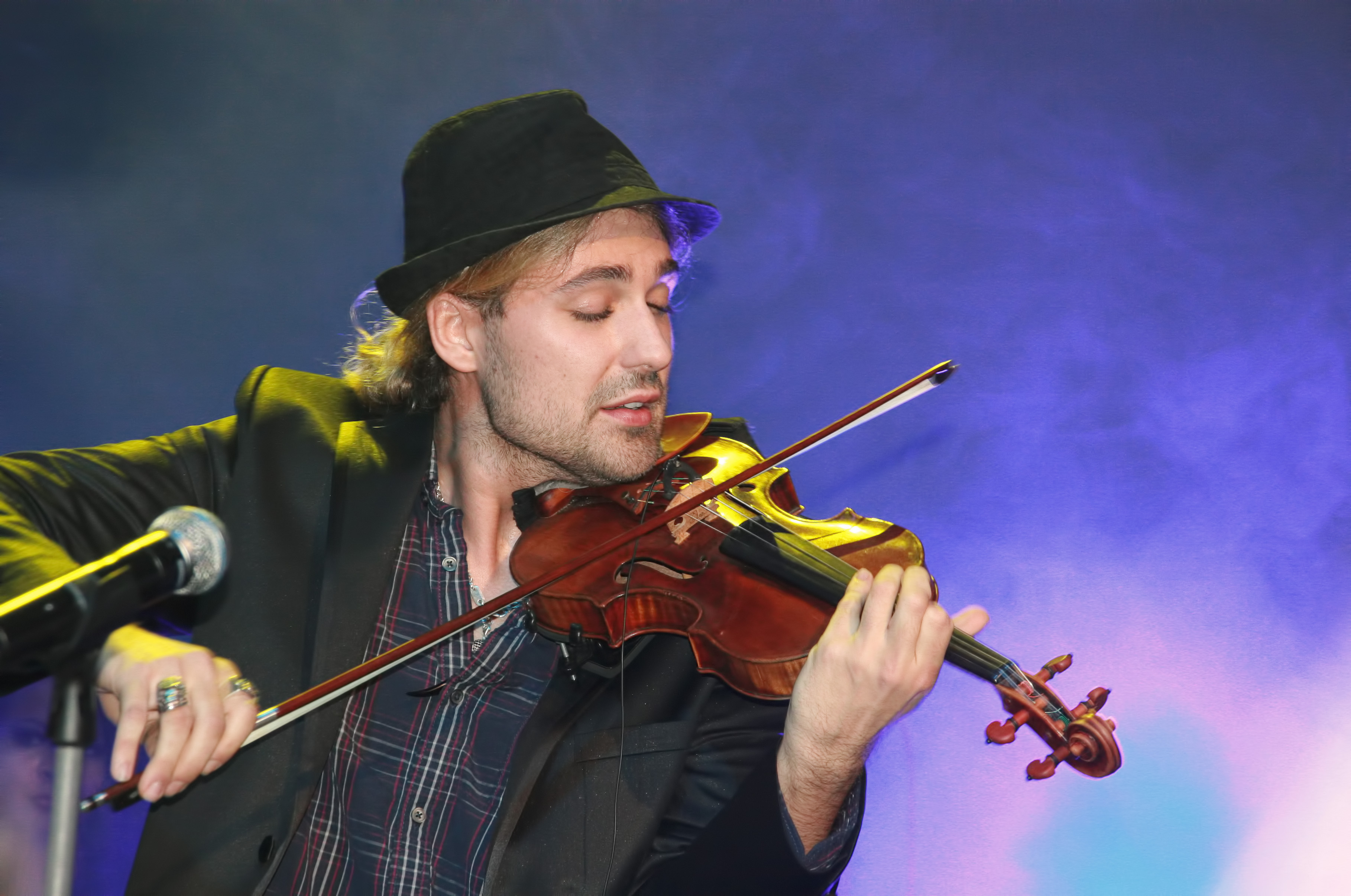
Давид Гарет. 2010

Давид Бонгарц народився в Ахені, Німеччина, у сім'ї американської прима-балерини, Дув Гарет (Dove Garrett), і німецького антиквара, Георга Бонгарца (Georg Bongartz). Пізніше, як свій сценічний псевдонім, взяв дошлюбне прізвище матері, оскільки його легше вимовляти.
Давид почав учитися грати на скрипці брата з чотирьох років і уже в наступному році виграв перший конкурс. У віці семи років продовжив навчання у консерваторії в Любеку (Musikhochschule Lübeck), а у віці 12 років, Давид почав працювати з скрипачкою Ідою Гендель (Ida Haendel), і змушений був здійснювати поїздки до Лондона та інших європейських міст, щоб зустрічатися з нею. У віці 13 років Давид записав два компакт-диски, виступив на німецькому та голландському телебаченні, і дав концерт у резиденції Президента ФРН. Тоді ж він підписав ексклюзивний контракт з компанією звукозапису «Deutsche Grammophon».
У 17-річному віці він покинув батьківський дім і продовжив навчання у Королівському коледжі музики у Лондоні. Його вчителем був Іцхак Перлман. У квітні 1997 року він виступав з Мюнхенським філармонійним оркестром під керівництвом Зубіна Мети в Делі і Мумбаї на концертах, присвячених 50-річчю незалежності Індії.
У 1999, Гарет грав з Симфонічним оркестром Берлінського радіо, під керівництвом Рафаеля Фрюбека де Бургоса (Rafael Frühbeck de Burgos), і здобув визнання критиків. Його запросили виступати на  Всесвітній виставці ЕКСПО-2000 в Ганновері. Коли йому було 21 рік, він був запрошений виступити на BBC Proms.

## Цікаво
- Він грав на скрипці Антоніо Страдіварі «Сан-Лоренцо» 1710 року, яку йому дав приватний фонд, та скрипці Гваданіні (Giovanni Battista Guadagnini) «Екс-барон фон Гауз» 1770 року та скрипці Джузеппе Гварнері. З 2009 року він грає на скрипці Страдіварі «A.Busch» 1716 року.

- У грудні 2008 року Давид Ґарет впав після концерту і пошкодив свою скрипку Гваданіні, яку він купив чотири роки тому за мільйон доларів. Ремонт ймовірно коштує 120 000 доларів. На час ремонту йому надали скрипку Страдіварі.

- З 20 грудня 2008 року Давид Ґарет був рекордсменом світу за тривалістю виконання п'єси Миколи Римського-Корсакова «Політ джмеля» — 1 хвилина і 6,56 секунди. 4 червня 2013 року цей рекорд був побитий Адамом Таубіцом (Adam Taubitz), який грав цю п'єсу 53 секунди.[1]

## Дискографія
Студійні альбоми

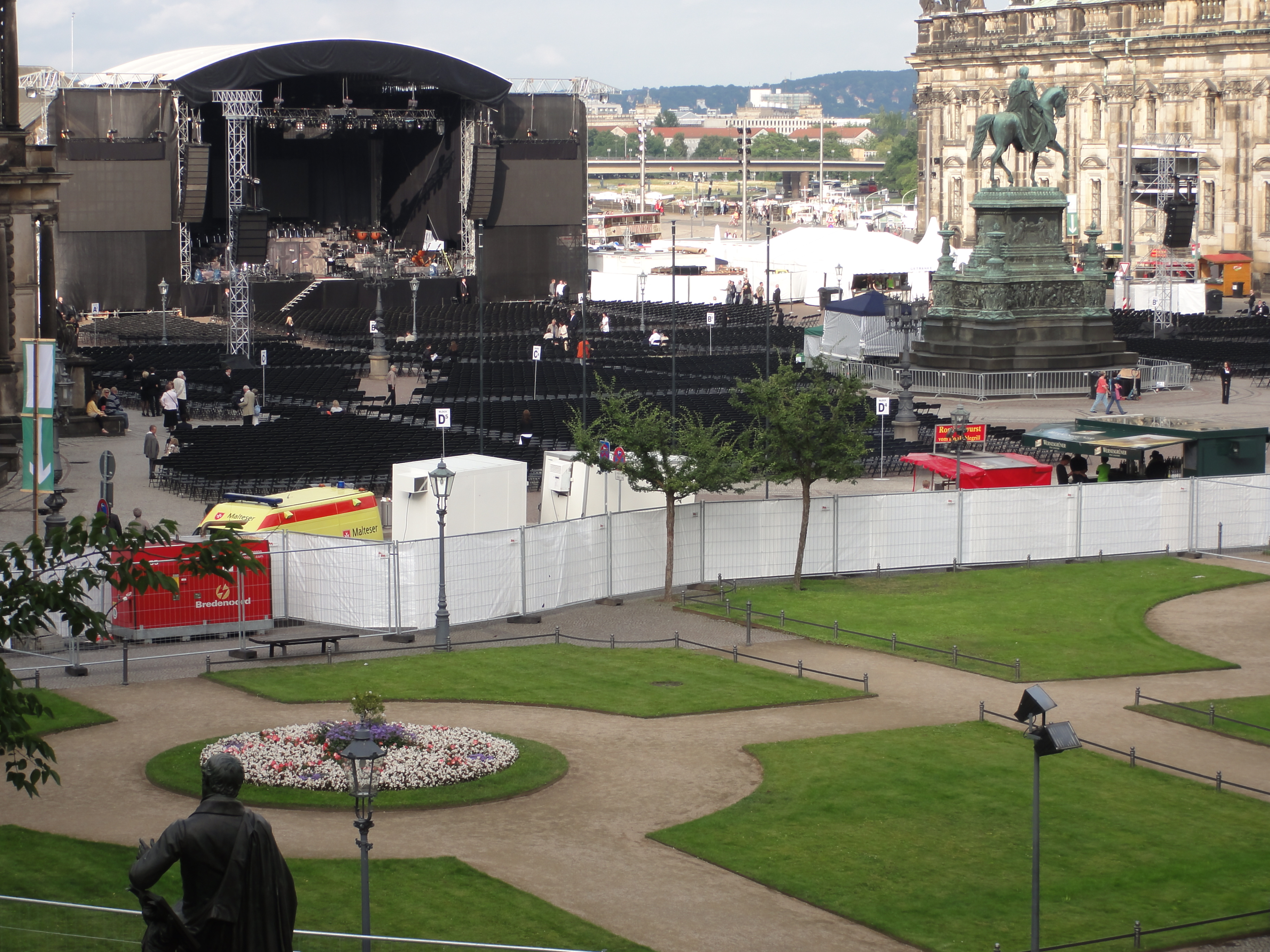
Сцена в Дрездені, де виступав Гарет. 2011

- 1995: Моцарт: концерти для скрипки (з Клаудіо Аббадо)
- 1995: Соната для скрипки (Violin Sonata)
- 1997: Каприси Паганіні
- 1997: Чайковський, Коню́с: Скрипкові концерти
- 2002: Чиста класика (Pure Classics)
- 2007: Free
- 2007: Virtuoso
- 2008: Encore
- 2008: David Garrett
- 2009: Classic Romance
- 2010: Rock Symphonies
- 2011: Legacy
- 2012: Music
- 2013: 14
- 2013: Garrett vs. Paganini
- 2014: Caprice
- 2014: Timeless — Brahms & Bruch Violin Concertos (Зубін Мета та Ізраїльський філармонічний оркестр)
- 2015: Explosive

Інші альбоми
- Nokia Night of the Proms (2004)
- The New Classical Generation 2008 (2008)

Featured
- 2008: Tenor at the Movies — «Parla Più Piano» (тема з Хрещеного батька) та «Se» (тема з Cinema Paradiso) з Джонатаном Анзеллем (Jonathan Ansell)
- 2008: A New World — «Cinema Paradiso» з Віллом Мартіном (Will Martin)

DVD
- David Garrett Live — In Concert & In Private (2009)
- David Garrett: Rock Symphonies — Open Air Live (2011)